# Таловский сельсовет (Дагестан)
Таловский сельсовет  — административно-территориальная единица и муниципальное образование со статусом сельского поселения в Тарумовском районе Дагестана Российской Федерации.
Административный центр — село Таловка.

## Население
| 2002  | 2010  | 2012  | 2013  | 2014  | 2015  | 2016  |
| ----- | ----- | ----- | ----- | ----- | ----- | ----- |
| 1457  | ↗1543 | ↗1576 | ↗1594 | ↗1627 | ↗1638 | ↗1658 |
| 2017  | 2018  | 2019  | 2020  | 2021  | 2023  | 2024  |
| ↗1669 | ↗1676 | ↗1686 | ↘1652 | ↗1667 | ↗1698 | ↗1707 |
| 2025  |       |       |       |       |       |       |
| ↘1695 |       |       |       |       |       |       |

## Состав
| № | Населённый пункт             | Тип населённого пункта       | Население |
| - | ---------------------------- | ---------------------------- | --------- |
| 1 | Железнодорожный разъезд № 15 | разъезд                      | ↗35       |
| 2 | Таловка                      | село, административный центр | ↗1632     |